# Necmettin Büyükkaya
Necmettin Büyükkaya (ur. 1943 we wsi Karahan (Dağbaşı), Şanlıurfa, zm. 24 stycznia 1984 w więzieniu w Diyarbakırze) – kurdyjski prawnik i działacz społeczny, więzień polityczny.

## Życiorys
Urodził się w rodzinie kurdyjskiej, we wsi w okręgu Siverek. Po ukończeniu szkoły średniej w Diyarbakırze, w 1965 rozpoczął studia prawnicze na Uniwersytecie Stambulskim. W czasie studiów zaangażował się w działalność kurdyjskiego ruchu narodowego. Działał początkowo w ruchu studenckim, następnie związał się z Młodzieżową Federacją Rewolucyjną w Turcji (Türkiye Devrimci Gençlik Federasyonu). W 1969 był jednym z założycieli organizacji Rewolucyjne Kulturalne Ogniska Wschodu (Devrimci Doğu Kültür Ocaklar) i został jej pierwszym przewodniczącym. Po przewrocie wojskowym w 1971, opuścił Turcję i przeniósł się do Iraku, gdzie działał w Kurdyjskiej Partii Demokratycznej. W roku 1972 mieszkał w Syrii i w Czechosłowacji, a w latach 1973-1975 w Szwecji. Po ogłoszeniu w Turcji amnestii generalnej powrócił do kraju w 1975, gdzie nadal kontynuował działalność w kurdyjskim ruchu narodowym. 15 kwietnia 1982 został uwięziony i poddany torturom. Zmarł w 24 stycznia 1984 w więzieniu wojskowym w Diyarbakırze, w czasie, kiedy podjął próbę strajku głodowego.
Zachowane listy i artykuły Büyükkayi ukazały się w zbiorze, wydanym w 1992 w Szwecji nakładem wydawnictwa Vate p.t. Kalemimden Sayfalar.